# Hymany Way
De Hymany Way (Iers: Slí Uí Mháine) is een langeafstandswandelpad in Ierland. Het pad werd door het National Trails Office van de Ierse sportbond erkend als National Waymarked Trail. Het bewegwijzerde pad is 50 kilometer lang en loopt van Portumna tot Aughrim.